# Franz Sales Hebting
Franz Sales Hebting (* 9. Juni 1826 in Vöhrenbach; † 4. November 1897 in Karlsruhe) war ein deutscher Verwaltungsbeamter.

## Leben
Nach dem Besuch von Gymnasien und Lyzeen in Konstanz, Offenburg und Freiburg im Breisgau studierte Franz Sales Hebting, Sohn eines Weinhändlers, von 1844 bis 1849 Rechtswissenschaften an der Albert-Ludwigs-Universität Freiburg und der Ruprecht-Karls-Universität Heidelberg. 1845 wurde er Mitglied des Corps Suevia Heidelberg. 1850 wurde er Rechtspraktikant und 1854 Referendär und Praktikant beim Sekretariat der Regierung des Oberrheinkreises in Freiburg. Im Mai 1855 wechselte er in gleicher Funktion zur Regierung des Unterrheinkreises in Mannheim, unterstützte jedoch zunächst den badischen Ausstellungskommissär bei der Pariser Weltausstellung, bevor er 1856 den Dienst in Mannheim antrat. 1858 wurde er als Assessor zum Bezirksamt Konstanz versetzt, wo er 1859 zum Amtmann befördert wurde. 1860 wurde er zum Amtsvorstand des Bezirksamt Schönau ernannt und 1864 zum Oberamtmann befördert. 1865 wechselte er als Amtsvorstand zum Bezirksamt Mosbach, 1868 zum Bezirksamt Pforzheim, wo er 1869 Stadtdirektor wurde, und 1872 zum Bezirksamt Mannheim. 1877 wurde er als Ministerialrat in das badische Ministerium des Innern, wo er zunächst Landeskommissär des Landeskommissärbezirks Freiburg und ab 1887 Landeskommissär des Landeskommissärbezirks Karlsruhe war. 1890 wurde er zum Geheimen Rat 3. Klasse ernannt und in den Ruhestand versetzt.
Hebting wurde 1879 die Aufgabe übertragen, den Erbgroßherzog Friedrich in die Verwaltungsstrukturen des Großherzogtums Baden einzuführen. Weiterhin war er 1890 Vorsitzender der badischen Disziplinarkammer der Ärzte, Tierärzte und Apotheker und 1897 Vorsitzender des Landeshilfskomitee für Wasserschäden. Nach seiner Pensionierung engagierte er sich in der Krankenpflege des Badischen Frauenvereins. 
Der badische Oberamtmann und Landeskommissär Heinrich Hebting war sein Sohn. Der Reichstagsabgeordnete Joseph Hebting war sein älterer Bruder.

## Auszeichnungen
- Silberne und bronzene Medaille sowie Diplom der kaiserlichen französischen Kommission der Weltausstellung Paris 1855
- Königlicher Kronen-Orden (Preußen) 3. Klasse, 1879
- Ritterkreuz 1. Klasse mit Eichenlaub des Ordens vom Zähringer Löwen, 1880
- Kommandeurkreuz des persischen Sonnen- und Löwenordens, 1889
- Roter Adlerorden 2. Klasse, 1891
- Kommandeurkreuz 2. Klasse mit Eichenlaub des Ordens vom Zähringer Löwen, 1896